# Wrota Chałubińskiego
Wrota Chałubińskiego, dawniej Zawracik (słow. Vráta Chałubińského, Chałubińského brána, niem. Chałubiński-Tor, węg. Chałubiński-kapu) – wąska przełęcz (2022 m n.p.m.) w głównej grani Tatr pomiędzy Kopą nad Wrotami (2075 m) a Szpiglasowym Wierchem. W kierunku południowo-wschodnim, za Kopą nad Wrotami umiejscowiona jest Ciemnosmreczyńska Turnia (2142 m) oddzielona od Kopy Przełęczą nad Wrotami. Pomiędzy Wrotami Chałubińskiego a Szpiglasowym Wierchem znajdują się Głaźna Czuba, Głaźne Wrótka, Dziurawa Czuba, Szpiglasowa Czuba i Wyżnie Szpiglasowe Wrótka.
Przez Wrota Chałubińskiego prowadził szlak z Doliny Rybiego Potoku do Doliny Piarżystej – górnego piętra Doliny Ciemnosmreczyńskiej (Temnosmrečinská dolina). Ścieżka została przebudowana w latach 1889–1890 w łatwo dostępny szlak. Nazwę zmieniono na wniosek Walerego Eljasza-Radzikowskiego dla uczczenia zmarłego w 1889 r. Tytusa Chałubińskiego.
Po II wojnie światowej zlikwidowano szlak po słowackiej stronie (Dolina Piarżysta jest rezerwatem przyrody, szlak prowadzi tylko do Ciemnosmreczyńskiego Stawu). Po stronie polskiej Wrota Chałubińskiego dostępne są znakowanym szlakiem znad Morskiego Oka przez Dolinę za Mnichem. Szlak po wielu latach zamknięcia został otwarty w 1972 r., w 1996 został wyremontowany.
Pierwsze turystyczne wejścia letnie nie zostały odnotowane. Zimą pierwsi na przełęczy byli 7 lutego 1914 r. na nartach W. Skórczewski i przewodnik Stanisław Gąsienica Byrcyn. W rejonie tej przełęczy zginęła we wrześniu 1994 roku Maria Chałubińska (z domu Berger) – żona wnuka Tytusa Chałubińskiego – Stefana.
We Wrotach Chałubińskiego rozpoczyna się niedostępna dla turystów droga przez Liptowskie Mury na Gładką Przełęcz. Poza tym Wrota Chałubińskiego stanowią jeden z krańców długiego odcinka grani, która została udostępniona dla taternictwa powierzchniowego w rejonie Doliny Rybiego Potoku (odcinek Białczańska Przełęcz – Wrota Chałubińskiego).
Bogata flora. Z rzadkich roślin występują: wiechlina tatrzańska, skalnica odgiętolistna, ukwap karpacki, przymiotno węgierskie i warzucha tatrzańska – gatunki w Polsce występujące tylko w Tatrach i to na nielicznych stanowiskach. Stwierdzono też występowanie bardzo rzadkiej sasanki wiosennej.

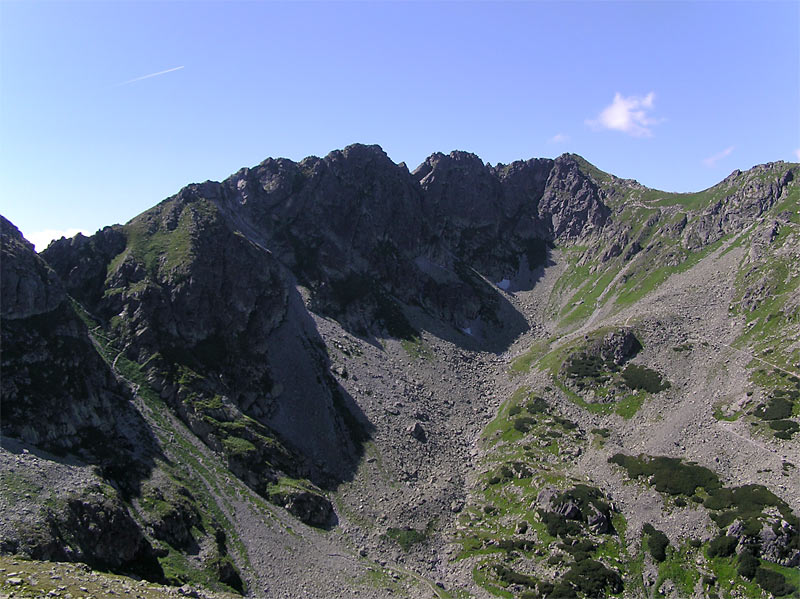
Widok z Mnicha, Wrota Chałubińskiego po lewej stronie
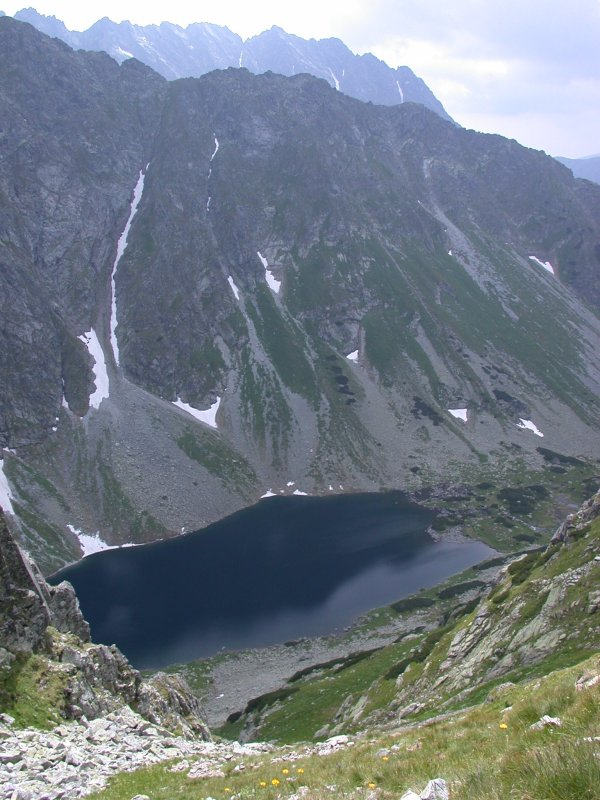
Widok z Wrót Chałubińskiego na stronę słowacką
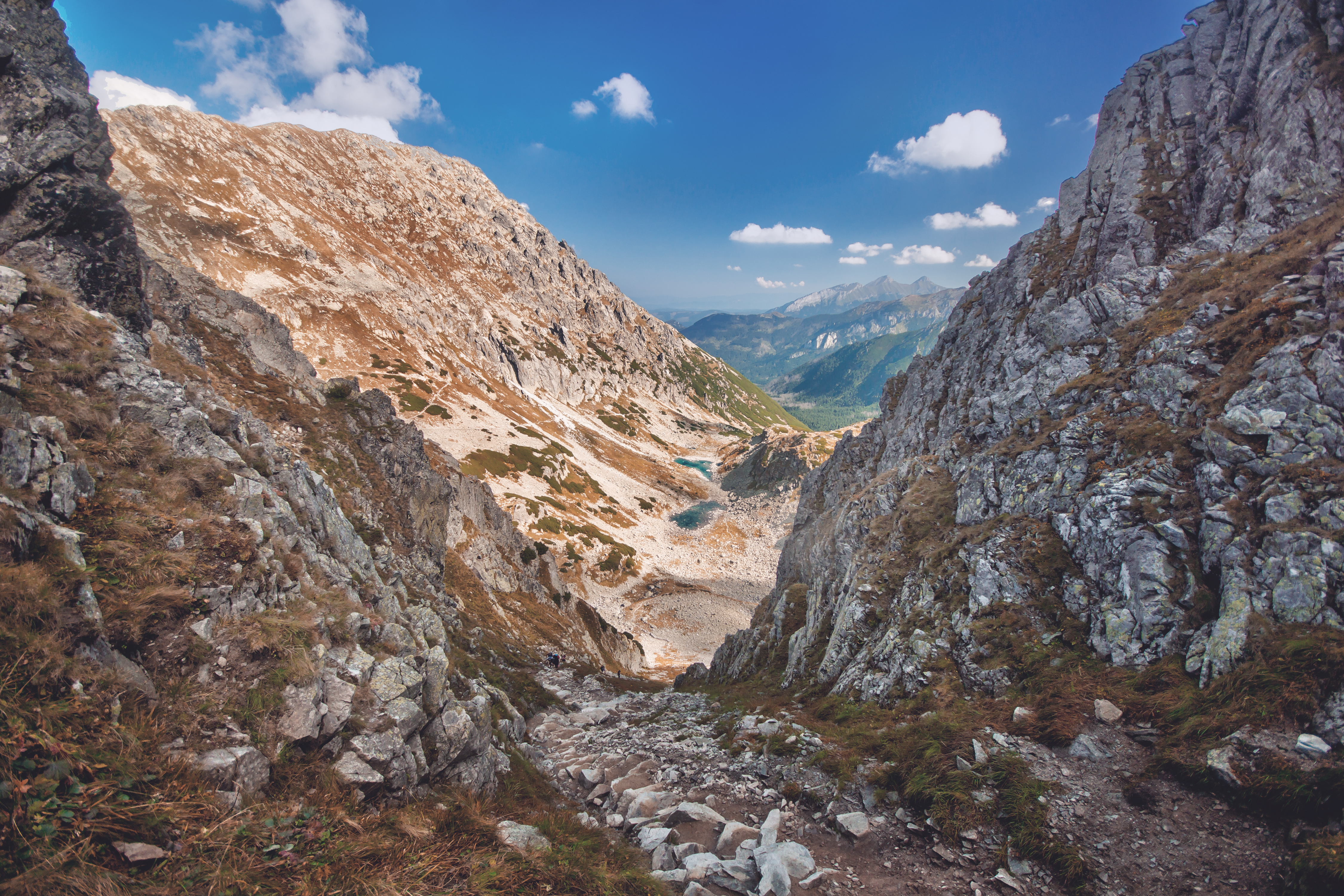
Widok z przełęczy na Dolinkę za Mnichem
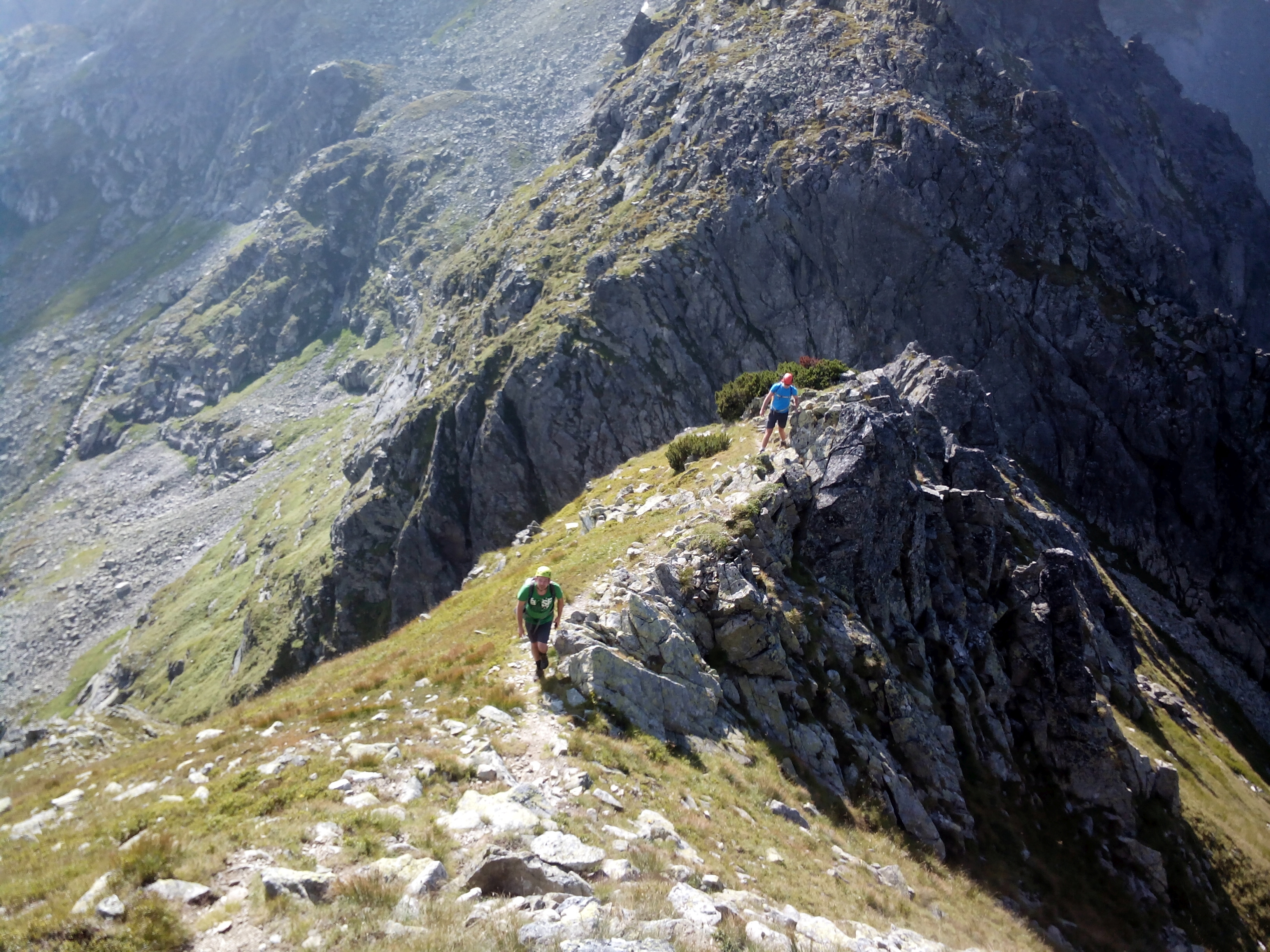
Wrota Chałubińskiego ze Szpiglasowej Grani

## Szlaki turystyczne
– najpierw żółtym szlakiem („Ceprostradą”) od schroniska PTTK nad Morskim Okiem, potem szlakiem czerwonym prowadzącym Doliną za Mnichem ku Wrotom Chałubińskiego. Szlak nie przedstawia sobą trudności wspinaczkowych, ale jest stromy i męczący, w najwyższej części (tuż pod Wrotami) miejscami może być konieczne użycie rąk. Liczne luźne kamienie mogą stać się przyczyną poważnego wypadku (upadek wraz z lawiną skalną lub uderzenie spadającym głazem). Mimo to szlak jest relatywnie bezpieczny i polecany nawet początkującym turystom. Jeden z nielicznych poważnych wypadków na tej trasie zdarzył się w sierpniu 1998 roku: kobieta została uderzona w twarz kamieniem i spadła kilkanaście metrów, odnosząc ciężkie obrażenia.
- Czas przejścia od schroniska do rozstaju szlaków: 1:15 h, ↓ 1 h
- Czas przejścia od rozstaju szlaków na przełęcz: 1 h, ↓ 45 min.